# Tesla 4001A

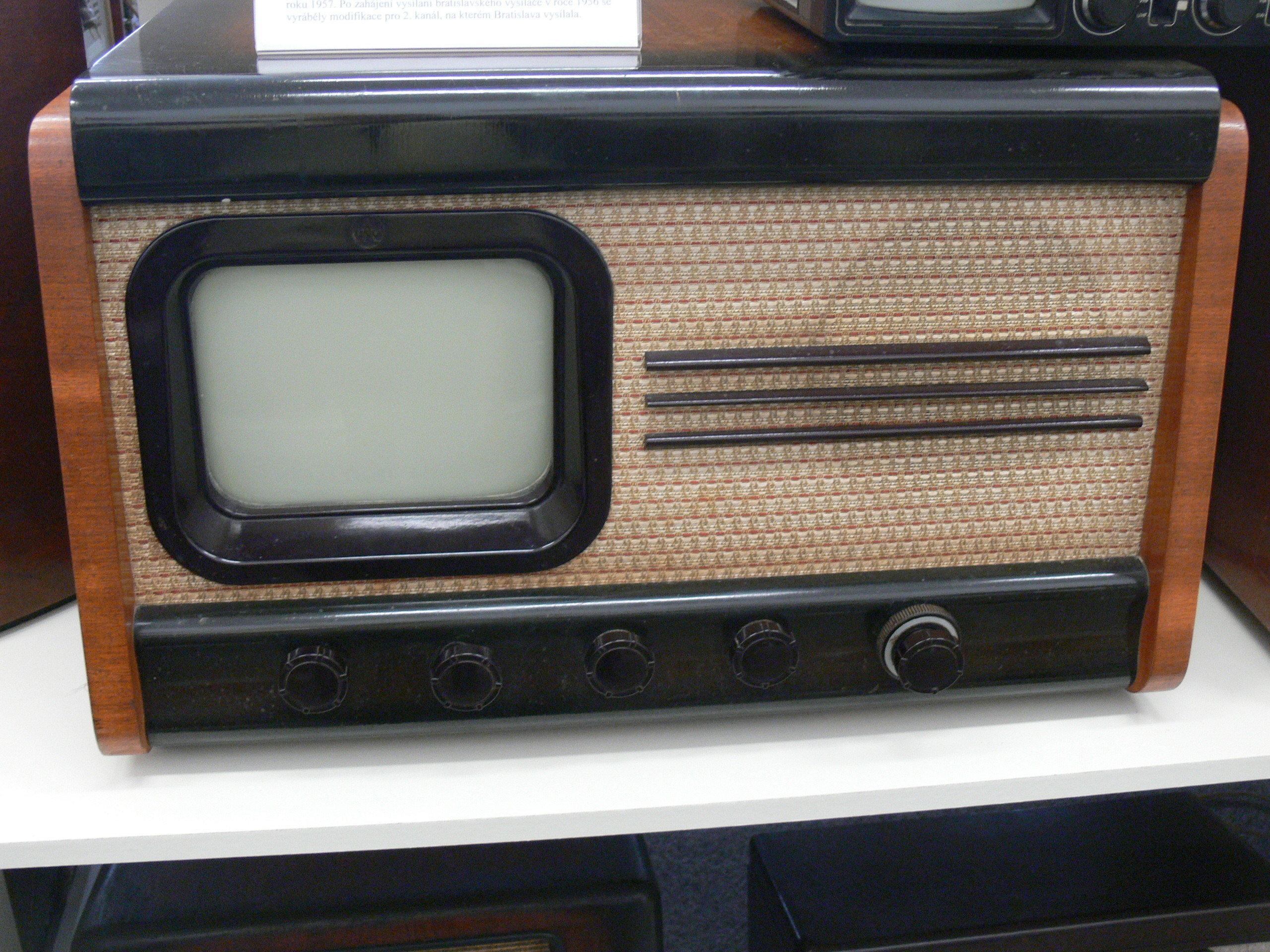
Televizor Tesla 4001A v Muzeu radiopřijímačů v Hořicích na Šumavě

Tesla 4001A byl model televizoru, který byl v letech 1952–1957 vyráběn v Československu v elektrotechnickém národním podniku Tesla. Šlo o první sériově vyráběný československý televizor. Jeho vznik přímo souvisel se zahájením veřejného televizního vysílání v zemi, které bylo spuštěno 1. května 1953.

## Historie
Průkopníkem televizního přenosu v Československu byl fyzik a pedagog Univerzity Karlovy Jaroslav Šafránek, který 10. prosince 1935 představil typ televizního přijímače vlastní konstrukce a do konce 30. let 20. století zkonstruoval několik dalších. V rozvoji jeho aktivit potom zabránila německá okupace Čech, Moravy a Slezska a uzavření českých vysokých škol.

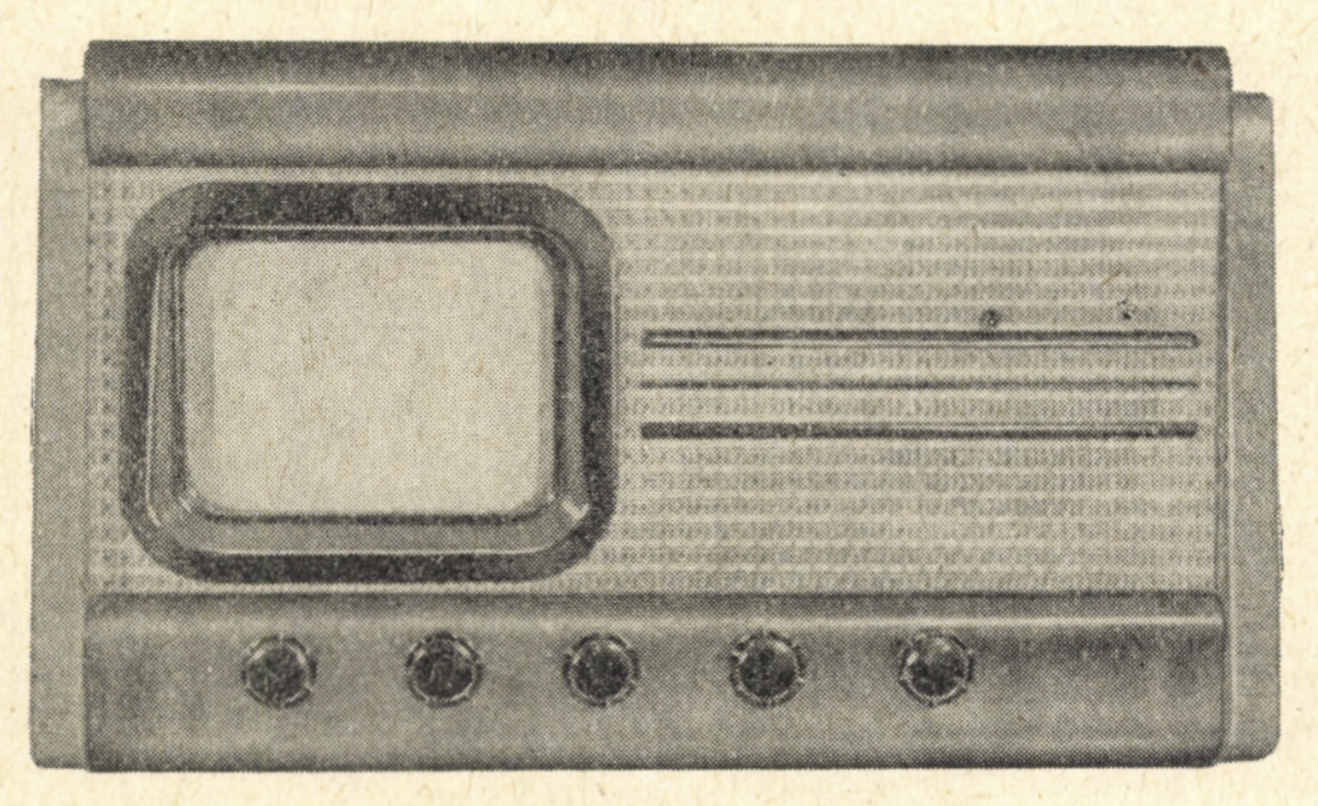
Tesla 4001 (1967)

K obnovení snah o televizní vysílání v Československu pak došlo krátce po skončení druhé světové války. Centrálně plánované hospodářství komunistického režimu následně počítalo se zahájením sériové výroby prvních tuzemských televizorů v synchronizaci se spuštěním prvního programu televizního vysílání Československého rozhlasu (od roku 1957 pak Československé televize) 1. května 1953. Televizor byl vyvinut v národním podniku Tesla a zadán do sériové výroby v pražské Tesle Strašnice již na podzim 1952. Jeden z těchto přijímačů obdržel od podniku také prezident republiky Klement Gottwald jako dárek k Vánocům téhož roku. Výroba však nepostupovala očekávanou rychlostí a televizorů bylo vyrobeno pouze několik set. Tento nedostatek byl kompenzován spěšným nákupem a dovozem sovětských televizorů T2 Leningrad, které byly následně distribuovány do státních organizací.
K volnému prodeji byly přijímače nabídnuty až 17. července 1953 za cenu přibližně 2000 Kčs, počet vyrobených kusů v té době činil asi 2000. O televizory zpočátku nebyl příliš velký zájem a řada z nich byla naskladněna. Průlom v prodeji pak přineslo mistrovství světa v hokeji roku 1955, konané v Západním Německu, které československá televize přenášela díky nově pořízenému přenosovému vozu, což způsobilo vyprodání téměř veškerých kusů ve velmi krátkém čase. S menšími úpravami byly vyráběny také typy 4001B a C.

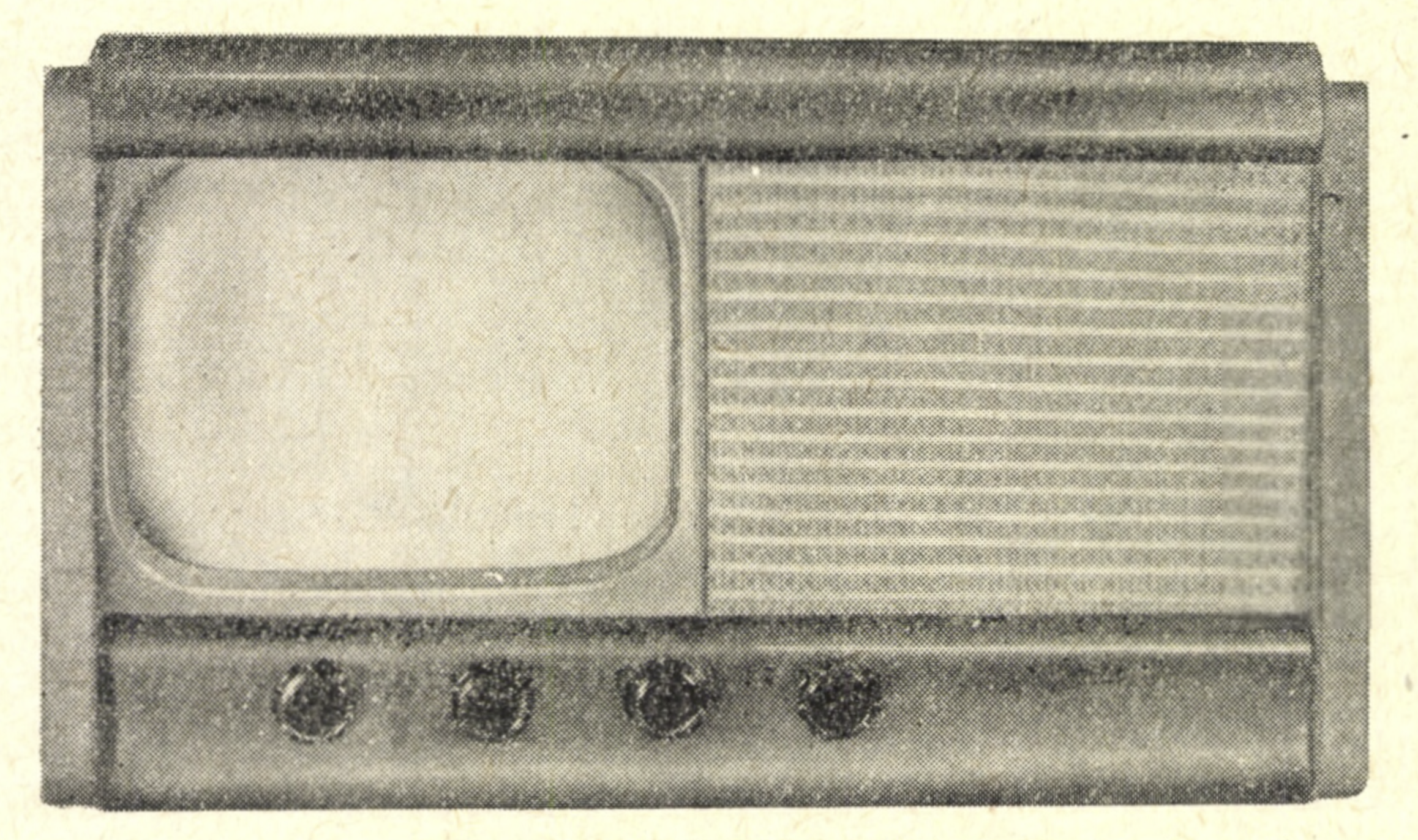
Upravený televizor Tesla 4001 s obrazovkou o úhlopříčce 35 cm (1967)

V roce 1954 byla představena inovovaná verze Tesla 4002A, který v sobě měl zabudovaný také rozhlasový přijímač. Výroba typů 4001A, B a C pak byla zastavena roku 1957, kdy podnik začal vyrábět a prodávat novější typ televizorů Tesla Mánes. Celkový počet vyrobených kusů se pohybuje okolo 75 tisíc. Malá velikost obrazovky byla později kompenzována montáží větších o průměru 35 cm, a to jak podomácku, tak v servisech Tesla.

## Technické údaje
- Úhlopříčka obrazovky: 25 cm, po úpravě 35 cm
- Napětí: 120/220 V